# Georgeta Gabor
Georgeta Gabor (Gheorghe Gheorghiu-Dej, 1962. január 10. –) olimpiai ezüstérmes román szertornász.
1976-ban felkerült a Nemzetközi Torna Szövetség Világszínvonalú tornászok listájára.

## Életpályája
Az Ónfalvi Tornagimnáziumban kezdett tornázni.
A válogatottban edzői Károlyi Márta, Károlyi Béla és Pozsár Géza voltak.

### Juniorként
Az 1974-es Junior Barátság Turnén Phenjanban a csapattal első, gerendán, illetve egyéni összetettben az orosz E. Primakkal megosztva ötödik helyezett volt.
A turné 1975-ös nagybányai kiadásán gerendán és talajon második, egyéni összetettben negyedik helyen zárt.

### Felnőttként

#### Nemzetközi eredmények
Románia kétoldalú találkozói közül az 1975-ös Románia-Nyugat-Németországon egyéni összetettben hatodik, az 1976-os Amerikai Egyesült Államok-Románián a csapattal első, egyéni összetettben Casey Kolleennel megosztva tizedik, a Nyugat-Németország-Románián a csapattal első, egyéni összetettben ötödik, a Nagy-Britannia-Románián a csapattal első, egyéni összetettben hatodik, a Hollandia-Románián a csapattal első, egyéni összetettben harmadik, a Franciaország-Románián, illetve a Koreai Népköztársaság-Románián a csapattal első, egyéni összetettben második helyezett volt.
Románia Nemzetközi Bajnokságán 1975-ben gerendán, talajon és felemás korláton bajnoki címet szerzett, egyéni összetettben pedig ezüstérmes volt.
1975-ben a Moscow News-on egyéni összetettben Moldovay Judittal tizenharmadik helyen végzett.

##### Olimpiai játékok
Az olimpiai játékoknak egyetlen kiadásán vett részt egy ezüstérmet szerezve.
Ez a szereplése az 1976. évi nyári olimpiai játékokon Montréalban volt, az ezüstérmes csapat többi tagja Nadia Comăneci, Anca Grigoraș, Teodora Ungureanu, Mariana Constantin és Gabriela Trușcă volt.

## Díjak, kitüntetések
A Román Torna Szövetség 1975-ben és 1976-ban is beválasztotta az év tíz legjobb női sportolója közé.
1976-ban a Sport Érdemrend II. osztályával tüntették ki.
1976-ban Kiváló Sportolói címmel tüntették ki.
A Nemzetközi Torna Szövetség 1976-ban felvette a Világszínvonalú tornászok listájára.